# Mukopurulent sekret

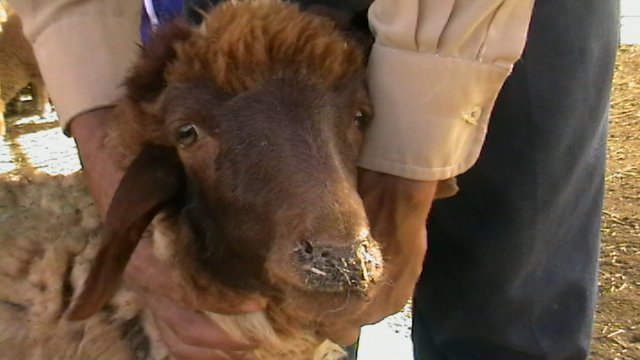
Mukopurulent sekret: flytningar från nosen hos ett får med peste des petits ruminants.

Mukopurulent sekret är flytningar av en blandning av slem och var från ögon, näsa, livmoderhals, vagina eller någon annan del av kroppen till följd av infektion och inflammation. Hos människa kan mukopurulent sekret från ögonen antyda så kallad mukopurulent konjunktivit. Hos djur kan mukopurulent sekret från nosen utgöra ett tecken på peste des petits ruminants.